# Église Saint-Martin de Ganshoren
L'église Saint-Martin (en néerlandais : Sint-Martinuskerk) est un édifice religieux catholique sis à Ganshoren, commune septentrionale de la ville de Bruxelles.  Si l’église actuelle, datant de 1970, est résolument moderne, elle succède à plusieurs autres comme église paroissiale. La première chapelle villageoise de Ganshoren remonterait au XIIe siècle.

## Histoire
La paroisse Saint-Martin est la plus ancienne de toute l’entité de Ganshoren. Déjà en 1112 on note la présence d’une chapelle. Plus récemment, en 1850, une église néo-gothique fut construite. Celle fit place à l’édifice actuel, construit en 1970, sur un site légèrement déplacé. 
L'église actuelle, sise Place Reine Fabiola, fut construite en 1970. L’architecte en est Jean Gilson. La façade est un mur monumental trapézoïdal faisant fonction de tour (avec les cloches au sommet). Toute la surface de la façade est occupée par une œuvre artistique en céramique relevée de Zygmunt Dobrzycki (1896-1970) sur le thème de « Deus caritas est…  Caritas diffusa est ». Au sol l’église est également trapézoïdale.

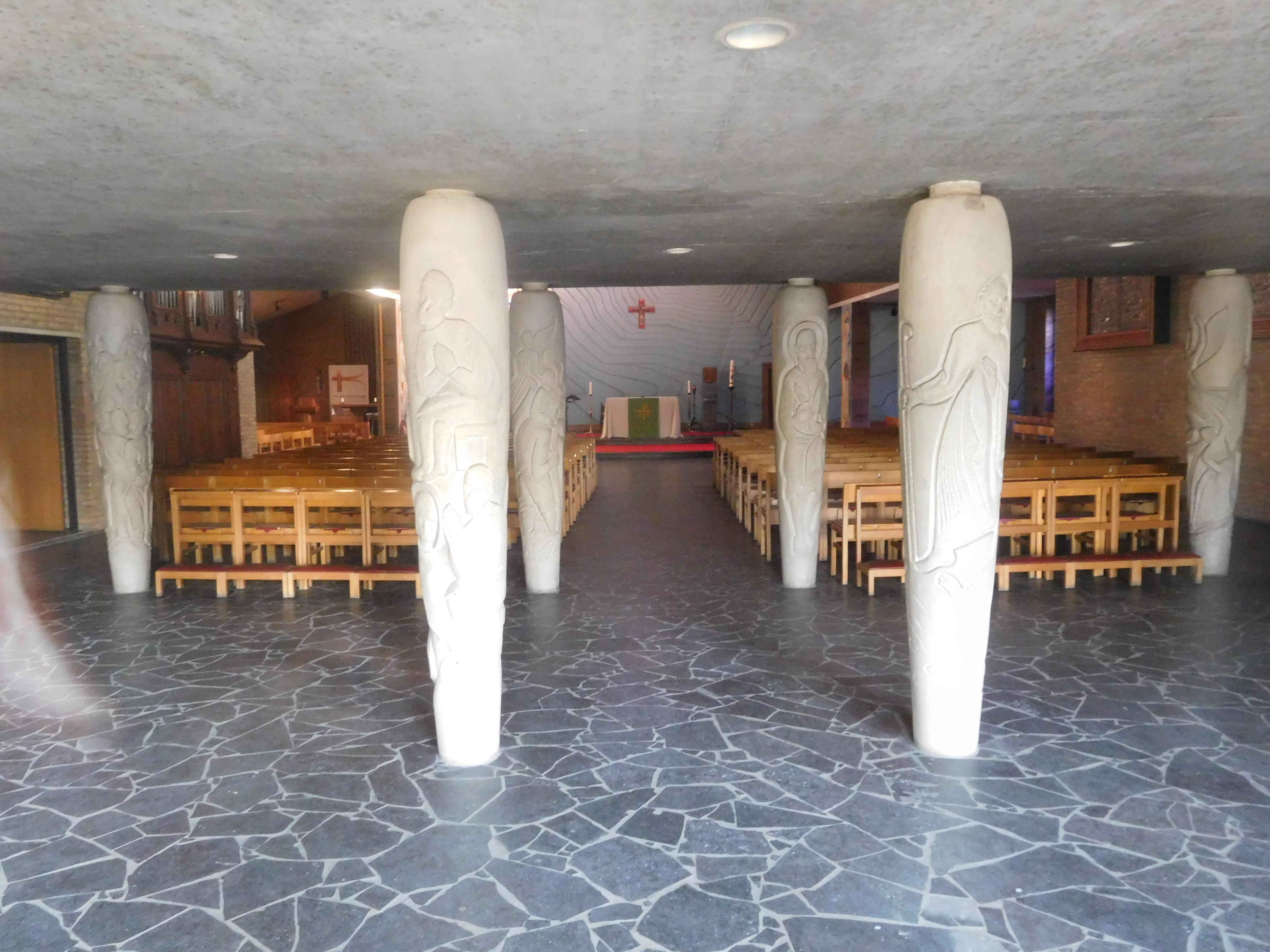
Les colonnes du narthex sont chacune sculptées.

## Patrimoine
L'église possède un certain nombre d'objets d’art provenant de l'ancienne église, aujourd’hui disparue. Ainsi :
- La chaire de vérité date de 1634 et provient de l’abbaye de Dieleghem (à Jette)
- une toile représentant la prédication de saint Jean-Baptiste, qui est attribuée à Ambroise et Frans Francken.
- L’orgue dont le buffet est néogothique a été construit par les frères Adrien et Salomon van Bever en 1889.
- Plusieurs vitraux proviennent également de l’ancienne église ; d’autre sont des créations modernes d’Achille et Théo Meersman.